# Cares (general)
Cares (en grec antic: Χάρης, Khares, llatí: Chares) fou un general atenès que va viure al segle iv aC. Durant anys va gaudir del suport del poble mercès a la corrupció.
El 367 aC va ser enviat en ajut de la ciutat de Fliünt, atacada pels arcadis i els argius amb ajut del comandant de Tebes a Sició, i va aconseguir aixecar el setge de la ciutat. En aquesta campanya es va distingir Èsquines l'orador. Més tard, va agafar el comandament contra Oropos i llavors, només de sortir, la gent de Sició va ocupar el port que estava sota una guarnició espartana, cosa que indicava la importància del seu ajut a les forces espartanes al nord del Peloponnès.
El 361 aC va succeir a Leòstenes després que fos derrotat per Alexandre de Feres. Va marxar cap a Corcira, on va donar suport a una conspiració oligàrquica contra la política oficial atenesa. Els demòcrates van ser derrocats en un sagnant cop d'estat, i els exiliats demòcrates es van convertir, a partir de llavors, en enemics d'Atenes, mentre que Atenes tampoc no va aconseguir la bona disposició dels oligarques. Els atenesos varen perdre l'illa en esclatar la guerra social.
El 358 aC va anar a Tràcia amb plens poders, i va obligar Caridem a ratificar el tractat fet un temps abans amb Atenodor, pel qual el Quersonès Traci passava a Atenes (357 aC)
El 356 aC va ser nomenat per dirigir la guerra social juntament amb Ifícrates i Timoteu, després de la mort de Càbries. Com que els dos generals varen evitar la batalla després d'una turmenta, Cares els va acusar de negar-li el seu suport, i tots van ser cridats a un judici a Atenes. Segons Corneli Nepot, la causa de l'acusació era que va fer la batalla tot sol i en va sortir derrotat, motiu pel qual va acusar els altres generals. L'acusació la va portar per Aristòfon. Va assolir, llavors, el comandament tot sol, però, mancat de diners, es va haver de posar al servei d'Artabazos II, el sàtrapa revoltat. Atenes va donar la seva aprovació però, aviat, davant les queixes d'Artaxerxes III de Pèrsia, el van ordenar de deixar el servei del sàtrapa.
El 353 aC va marxar contra Sestos que, juntament amb Càrdia, s'oposava a la cessió del Quersonès feta a favor d'Atenes el 357 aC. La ciutat fou ocupada i els seus habitants massacrats; les dones i nens van ser venuts com a esclaus.
El 349 aC fou nomenat general dels mercenaris enviats per Atenes en socors d'Olint, però sembla que va tenir una actuació molt limitada i el comandament va passar a Caridem, però el 348 aC va tornar a mans de Cares. Aquesta vegada va obtenir alguns triomfs sobre els mercenaris de Filip II de Macedònia i ho va celebrar amb diners obtinguts sacrílegament a Delfos. Per aquest fet va ser acusat per Cefisòdot.
El 346 aC era altre cop comandant a Tràcia i, quan Filip II es preparava per atacar al rei odrisi Cersobleptes I, la gent del Quersonès va denunciar a Atenes que Cares s'havia retirat i no el trobaven. Atenes va haver d'enviar un esquadró. Sembla que Cares era a una expedició privada de saqueig. En el mateix any abans de la sortida de l'ambaixada atenenca a Macedònia per negociar la pau, Cares va enviar un missatge donant compte de la bona disposició de Cersobleptes per fer front als macedonis.
Llavors desapareix de les cròniques durant uns anys, quan segurament va viure a Sigèon. En un discurs de Demòstenes de l'any 341 aC encara parla de la gran influència de Cares enl consell atenès, i segurament va ser ell que va impulsar l'actuació de Diòpites contra Filip II a Tràcia.
El 340 aC era el comandant de la força atenesa enviada a Bizanci en ajut de la ciutat contra Filip II, on va morir la seva dona, Dàmalis. Però els bizantins no el van voler rebre, i contra els macedonis no va fer res, atacant únicament aliats d'Atenes a la zona, on va fer saquejos. Va ser destituït i substituït per Foció, que va tenir un brillant èxit.
El 338 aC va anar en ajut d'Amfissa contra Filip, que el va derrotar junt amb el general tebà Proxenos. Demòstenes, però, parla de dues victòries ateneses. El mateix any era un dels comandants de les forces atenenques a la batalla de Queronea. La derrota en aquesta batalla va portar a l'acusació dels generals per part de Licurg, però Cares se'n va escapar, si bé el general Lísicles fou condemnat a mort.
El 335 aC apareix com un dels generals atenencs a qui Alexandre va exigir la rendició, però el macedoni no el va perseguir. El 334 aC era a Sigèon i és esmentat per Arrià com un dels que va presentar els seus respectes al rei macedoni en el seu camí cap a Ílion.
El 333 aC era comandant al servei de Darios III de Pèrsia a Mitilene, conquerida el 333 aC per Farnabazos II i Autofradates, però es va haver de rendir als macedonis.
No torna a ser esmentat, però probablement es va retirar a Sigèon, on va morir temps després.